# Piotr Dmochowski-Lipski

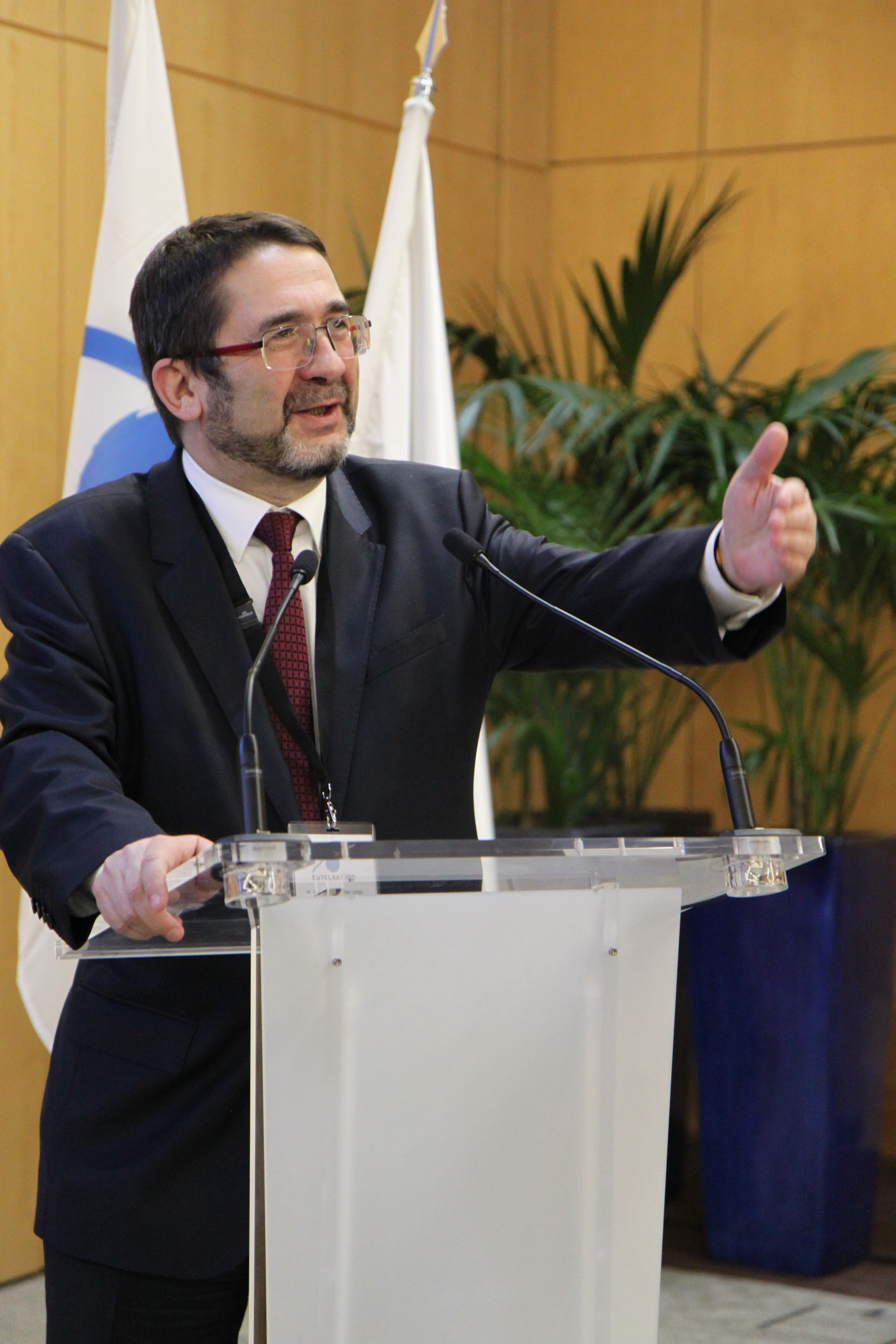
Piotr Dmochowski-Lipski (2017)

Piotr Dmochowski-Lipski (ur. 14 października 1957 w Łodzi) – polski dyplomata, menedżer, finansista, przedsiębiorca, specjalista w branży mediów elektronicznych, telekomunikacji i polityki satelitarnej. Sekretarz wykonawczy Europejskiej Organizacji Telekomunikacji Satelitarnej EUTELSAT IGO z siedzibą w Paryżu, komisarz w Broadband Commission for Sustainable Development ONZ.
W przeszłości m.in. dziennikarz Rozgłośni Polskiej Radia Wolna Europa, dyrektor finansowy Telewizji Polskiej SA, dyrektor generalny Ministerstwa Kultury i Dziedzictwa Narodowego, dyrektor Ośrodka Rozwoju Edukacji (ORE) w Warszawie.

## Życiorys
Syn Marii Dmochowskiej i Stefana Dmochowskiego.

### Wykształcenie
W latach 70. studiował filologię polską na Uniwersytetach: Łódzkim i Warszawskim. W latach 80. przebywał na emigracji politycznej w USA. Absolwent John F. Kennedy School of Government na Uniwersytecie Harvarda i Graduate School of Management na Boston University. Ukończył Wyższy Kurs Obronny w Akademii Obrony Narodowej w Warszawie-Rembertowie oraz Kurs Europejski dla wyższych urzędników służby cywilnej, zorganizowany przez konsorcjum szkół administracji publicznej w Caserta koło Neapolu. Odbył też specjalistyczne szkolenia menedżerskie m.in. na Uniwersytecie Stanforda w Kalifornii i w École nationale d’administration w Paryżu.

### Praca dziennikarska (1981–1986)
Latem 1981 rozpoczął pracę jako etatowy dziennikarz w Biurze Rozgłośni Polskiej Radia Wolna Europa w Nowym Jorku, gdzie pracował do jesieni 1986. Jest autorem korespondencji, reportaży i komentarzy radiowych dotyczących polityki amerykańskiej i międzynarodowej, kultury i gospodarki. Relacjonował konwencje Partii Demokratycznej w San Francisco i Partii Republikańskiej w Dallas, wybory prezydenckie w USA, uroczystość wręczenia pośmiertnie w Białym Domu przez prezydenta Ronalda Reagana, wysokiego odznaczenia amerykańskiego dla dowódcy Armii Krajowej Tadeusza Bora-Komorowskiego, podróż papieża Jana Pawła II do Kanady, światowy zlot młodzieży w obronie demokracji w Kingston na Jamajce, kongresy Polonii w Chicago, Toronto, Londynie, wystąpienie Wojciecha Jaruzelskiego na forum zgromadzenia ogólnego ONZ w Nowym Jorku i związane z tym demonstracje protestacyjne organizowane przez Komitet Pomocy „Solidarności” w Nowym Jorku, podróż po Stanach Zjednoczonych prymasa Józefa Glempa itp.
Przeprowadził szereg wywiadów i dyskusji radiowych m.in. ze Zbigniewem Brzezińskim, Richardem Pipesem, Casparem Weinbergerem, Janem Nowakiem-Jeziorańskim, Leopoldem Tyrmandem, Bolesławem Wierzbiańskim, Wojciechem Wasiutyńskim, Alojzym Mazewskim, Zbigniewem Rybczyńskim, Stanisławem Barańczakiem i innymi osobistościami życia publicznego w USA. Publikował również teksty polityczne i reportaże w prasie emigracyjnej.
Był współzałożycielem Niezależnego Stowarzyszenia Studentów Polskich w Nowym Jorku (PISA) działającego przy organizacji praw człowieka „Freedom House”.

### Studia w USA i praca zawodowa (1986–2017)
Po ukończeniu z wyróżnieniem w 1988 studiów MBA ze specjalnością finansową na wydziale zarządzania Uniwersytetu Bostońskiego rozpoczął zawodową karierę menedżerską – początkowo jako konsultant w firmie „Coopers & Lybrand” w Bostonie (obecnie PwC), a następnie jako wiceprezes Chase International Corporation z Hartford. Jako wiceprezes zarządu ds. finansowych Polskiej Telewizji Kablowej SA jest współtwórcą największego dzisiaj systemu telewizji kablowej w Polsce (obecnie UPC Polska). Był również współorganizatorem banku Solidarność Chase D.T. Bank SA w Gdańsku (przejętego w 1995 przez grupę General Electric, znanego później jako GE Capital Bank, GE Money Bank, a następnie Bank BPH).
Po kolejnych studiach wyższych odbytych w latach 1992–1993 na wydziale administracji publicznej im. Johna F. Kennedy’ego Uniwersytetu Harvarda uzyskał dyplom magistra zarządzania w dziedzinie administracji publicznej (nostryfikowany później formalnie w Polsce).
Karierę zawodową kontynuował jako menedżer w KPMG Peat Marwick i KPMG Barents Group w Waszyngtonie i Warszawie, gdzie objął funkcję prezesa zarządu polskiej spółki zależnej, a następnie został wiceprezesem zarządu powiązanej z KPMG spółki zarządzającej jednym z Narodowych Funduszy Inwestycyjnych. W ciągu swojej pracy doradczej w KPMG kierował zespołami i projektami międzynarodowymi m.in. dla Time Warner International, Radio Free Europe/Radio Liberty, Antena 1, Europejski Bank Odbudowy i Rozwoju, Corona Ferry Lines, Powszechnego Banku Gospodarczego i wiele innych.
W 1998 założył spółkę Metapress, którą kierował do 2003 wspólnie z Grzegorzem Bogutą, a do 2006 samodzielnie. Spółka specjalizowała się w doradztwie strategicznym, finansowym i zastosowań nowych technologii dla branży wydawniczej. Jej klientami byli między innymi Agora SA, Xerox Polska, Polska Izba Książki, Wydawnictwo Naukowe PWN, Frankfurckie Targi Książki, Ars Polona itd. Firma zrealizowała projekty dla korporacji i organizacji wydawców m.in. w Rosji, Ukrainie, Hiszpanii, Rumunii, Litwie, USA, Luksemburgu, Wielkiej Brytanii.
W maju 2006 został mianowany przez prezesa zarządu Bronisława Wildsteina dyrektorem finansowym Telewizji Polskiej SA, którą to funkcję pełnił do lutego 2008. Dokonał scalenia funkcji zarządzania finansami telewizji publicznej, tworząc m.in. po raz pierwszy w historii firmy wyspecjalizowany dział zarządzania gotówką, Centrum Usług Księgowych oraz zainicjował prace nad stworzeniem komputerowego systemu kontrolowania efektywności ekonomicznej audycji telewizyjnych. Aktywny w pracach Europejskiej Unii Nadawców (EBU) w Genewie. Przewodniczył delegacji TVP na zgromadzenie ogólne EBU w Cascais w Portugalii oraz zgromadzenia grupy finansowej w Tallinnie i Marrakeszu.
Zasiadał w kilkunastu radach nadzorczych. Między innymi przez 7 lat (2001–2008) był przewodniczącym rady nadzorczej Wydawnictwa Naukowego PWN, a także członkiem Rad Nadzorczych: Banku Gospodarki Żywnościowej SA, Radia dla Ciebie SA i TNS OBOP Sp. z o.o.
W latach 2014–2017 Prezes Zarządu Public Consulting Group Polska.

### Działalność publiczna w Polsce i na arenie międzynarodowej (od 2008)
10 września 2008 po uprzednim złożeniu egzaminu w Krajowej Szkole Administracji Publicznej został powołany przez prezesa Rady Ministrów Donalda Tuska na stanowisko dyrektora generalnego Ministerstwa Kultury i Dziedzictwa Narodowego.
Jako zwierzchnik Służby Cywilnej w resorcie nadzorował funkcjonowanie Ministerstwa. Nadzorował pracę polskich członków grup roboczych w dziedzinach polityki audiowizualnej i prawa autorskiego w Brukseli. Reprezentował Polskę m.in. jako członek delegacji na Radę Unii Europejskiej w Brukseli oraz spotkanie Ministrów Kultury UE w Avignon. Przewodniczył delegacji rządowej RP na Zgromadzenie Ministerialne Rady Europy w sprawie mediów w Reykjavíku.
Reprezentował ministra kultury Bogdana Zdrojewskiego w pracach czteroosobowej grupy wysokiego szczebla opracowującej strategię państwa polskiego wprowadzenia w 2013 cyfrowego nadawania telewizyjnego i wyłączenia nadawania analogowego (pracując wspólnie z Wiceministrem Infrastruktury, prezesem Urzędu Komunikacji Elektronicznej i przewodniczącym Krajowej Rady Radiofonii i Telewizji). Ze stanowiska dyrektora generalnego Ministerstwa Kultury i Dziedzictwa Narodowego odszedł w 2010.
Od 2012 do 2014 był dyrektorem Ośrodka Rozwoju Edukacji (ORE) w Warszawie.
W latach 2011–2015 Członek Komitetów Audytu Ministerstwa Obrony Narodowej i Ministerstwa Rozwoju Regionalnego.
W latach 2015–2016 wiceprzewodniczący Komitetu Doradczego International Telecommunications Satellite Organization (ITSO) w Waszyngtonie oraz Przewodniczący Komitetu Doradczego Europejskiej Organizacji Telekomunikacji Satelitarnej EUTELSAT IGO w Paryżu.
15 marca 2017 został wybrany przez rządy 49 Państw-Stron Sekretarzem Wykonawczym (Executive Secretary/Secrétaire exécutif) EUTELSAT IGO. Kierowanie działalnością EUTELSAT IGO w randze Szefa Misji Dyplomatycznej rozpoczął w Paryżu 2 lipca 2017. Ponownie wybrany 24 marca 2021 oraz 4 marca 2025. Jako członek-obserwator (censeur) wchodzi w skład Rady Nadzorczej operatora telekomunikacji satelitarnej Eutelsat, spółki publicznej notowanej na Euronext pod symbolem ETL.FR.
15 lutego 2018 został członkiem Broadband Commission for Sustainable Development prowadzonej przez dwie agendy ONZ: Międzynarodowy Związek Telekomunikacyjny (ITU) oraz UNESCO.
Członek Stowarzyszenia Wolnego Słowa.

## Odznaczenia
- Krzyż Komandorski Orderu Odrodzenia Polski – 2025[10]
- Krzyż Oficerski Orderu Odrodzenia Polski – nadanie 2009[11], wręczenie 2010[12]
- Srebrny Medal „Za zasługi dla obronności kraju” – 2014[13].
- Odznaka Honorowa „Bene Merito” – 2022[14].